# Ciudad Real (provincie)
Ciudad Real is een provincie van Spanje en maakt deel uit van de regio Castilië-La Mancha. De provincie heeft een oppervlakte van 19.813 km². De provincie telde 492.900 inwoners in 2021 verdeeld over 102 gemeenten.
Hoofdstad van de provincie Ciudad Real is het gelijknamige Ciudad Real.

## Bestuurlijke indeling
De provincie Ciudad Real bestaat uit 6 comarca's die op hun beurt uit gemeenten bestaan. De comarca's van Ciudad Real zijn:
- Alcudia
- Calatrava
- La Mancha
- Montes
- Montiel
- Sierra Morena

Zie voor de gemeenten in Ciudad Real de lijst van gemeenten in provincie Ciudad Real.

## Demografische ontwikkeling
Bron: INE
Opm: Bevolkingscijfers in duizendtallen
Albacete · Ciudad Real · Cuenca · Guadalajara · Toledo